# Дело 39
„Дело 39“ (на английски: Case 39) е американски филм на ужасите от 2009 г. на режисьора Крисчън Алварт, по сценарий на Рей Райт. Във филма участват Рене Зелуегър, Джодел Фърланд, Брадли Купър и Иън Макшейн.

## Актьорски състав
| Актьор           | Роля                 |
| ---------------- | -------------------- |
| Рене Зелуегър    | Емили Дженкинс       |
| Джодел Фърланд   | Лилит „Лили“ Съливан |
| Иън Макшейн      | Детектив Майк Барън  |
| Брадли Купър     | Доктор Дъглас Еймъс  |
| Калъм Кийт Рени  | Едуард Съливан       |
| Кери О'Мали      | Маргарет Съливан     |
| Ейдриън Лестър   | Уейн                 |
| Джорджия Крейг   | Дениз                |
| Синтия Стивънсън | Нанси                |
| Александър Конти | Диего                |